# Eugène-Léon Vivier
Eugène-Léon Vivier (Brioude, Alt Loira, 1817 - Niça, 1900) fou un músic i literat francès.
Fill d'un recaptador de contribucions, estudià el Dret a Clermont-Ferrand i a Poitiers, i ja tenia el títol d'advocat, quan va caure a les seves mans una trompa, interessant-li tant aquest instrument, que es dedicà amb entusiasme al seu estudi. Es va traslladar a París, on es va convertir en membre de l'orquestra del Théâtre-Italien. Tingué per mestres en Gallay i amb tant de profit que aviat superà al mestre. Es va convertir en un solista d'èxit i va tocar per a Lluís Felip I al Château d'Eu. Per la seva recomanació, Vivier va visitar Londres el 1848. Des de 1870 va ser un dels favorits de Napoleó III, que li va donar sinecures, inclosa una inspecció de mines.
Funcionari d'Hisenda des que acabà la carrera, el 1844 dimití del seu càrrec per a dedicar-se exclusivament a la música i emprengué una llarga sèrie de viatges per Europa, en els que assolí èxits clamorosos. Fou verdaderament un artista extraordinari i aconseguia, de forma inexplicable en aquell temps, obtenir en la trompa dos i fins a tres sons simultanis.
Era conegut per fer bromes pràctiques: un obituarista va escriure que "en el seu dia eren el parlar d'Europa". [3] Va publicar el 1900 una autobiografia, que es diu que era en gran part fictícia, La Vie e les Aventures d'un Corniste.
Vivier va morir a Niça el 1900.
Ensems fou notable escriptor humorístic, molt observador i original, deixant nombroses obres, en general de curta extensió, entre les quals cal mencionar:
- Petites comedies de la vie (1889),
- Petite debauche de réflexions (1891),
- Petites monologues en chambres; Un peu de ce qu se dit tous les jours (1892),
- Quelques heureuses étapes pendant le cours de l'existence d'un musicien; Un dernier stock de phrases en circulation (1893),
- Petite bataille de phrases; Quatre petites histoires; Traduction libre de quelques gestes et del quelques monologues de la pensée (1894),
- Leflageolet; Quelques supercheries du language (1895),
- Protecteur et protégé (1897).
- Nouveau recueil de petites comèdies de la vie (1897),
- De la Madeleine à la Bastille; Petit catéchisme théatral (1898),
- Petite recolte (1899),
- Réminiscences.